# Personne n'est parfait (film)
Pour les articles homonymes, voir Personne n'est parfait.
Pour plus de détails, voir Fiche technique et Distribution.
Personne n'est parfait (Nessuno è perfetto) est une comédie à l'italienne de Pasquale Festa Campanile, sortie en 1981.

## Synopsis
Guerrino est un petit industriel de la filière viticole devenu veuf prématurément. Il vit avec sa belle-mère, qui lui fait régulièrement des avances. Ce fait, ajouté à sa réticence à rencontrer d'autres femmes, fait de lui la cible de commérages dans le village, en particulier de la part du chauffeur de taxi « Langue profonde ». Un jour, Guerrino tombe amoureux d'une belle mannequin, Chantal. Les deux se marient en quelques jours.

## Fiche technique
Sauf indication contraire, les informations mentionnées dans cette section peuvent être confirmées par la base de données cinématographiques IMDb,  présente dans la section « Liens externes ».
- Titre original italien : Nessuno è perfetto[2]
- Titre français : Personne n'est parfait[3]
- Réalisation : Pasquale Festa Campanile
- Scénario : Franco Ferrini, Renato Pozzetto, Bernardino Zapponi, Enrico Oldoini
- Photographie : Alfio Contini
- Montage : Amedeo Salfa
- Musique : Riz Ortolani
- Décors : Giantito Burchiellaro (it)
- Costumes : Gaia Romanini (it)
- Production : Luigi De Laurentiis, Aurelio De Laurentiis, Achille Manzotti (it)
- Sociétés de production : Filmauro (it)
- Pays de production :  Italie
- Langue originale : italien
- Format : Couleur - 1,85:1 - Son mono - 35 mm
- Genre : Comédie à l'italienne
- Durée : 105 minutes (1 h 45[2])
- Dates de sortie :
  - Italie : 22 octobre 1981
  - France : 31 août 1983[3]

## Distribution
- Renato Pozzetto : Guerrino Castiglione
- Ornella Muti : Chantal
- Felice Andreasi : Enzo
- Massimo Boldi : Le chauffeur de taxi « Langue profonde »
- Gabriele Tinti : Nanni
- Benedetto Ravasio : L'ouvrier de Guerrino
- Lina Volonghi : La belle-mère Guerrino

## Production
Le tournage s'est déroulé en grande partie dans la vieille ville de Bergame, ainsi qu'à Mozzo dans la province de Bergame et à Milan.

## Accueil
Le film a eu un grand succès dans les salles italiennes, générant plus de 10 milliards de lire et se positionnant en 6e place du classement de l'année 1981-82 en Italie.
Pour son jeu, Ornella Muti a obtenu le Globe d'or de la meilleure actrice.